# 国史大系
国史大系（國史大系、こくしたいけい）は、日本史を研究する上での基礎史料たる古典籍を集成し、校訂を加えて刊行した叢書。明治、大正期は経済雑誌社が、昭和以降は吉川弘文館によって刊行されている。その編纂は3次に亙って行われた。

## 第1次：国史大系・続国史大系
明治30年（1897年）から明治34年（1901年）に『日本書紀』等17冊が、経済雑誌社で刊行。続編が明治35年（1902年）から明治37年（1904年）に『続国史大系』15冊が刊行。田口卯吉が編集し、黒板勝美が主に校訂にあたった。その編目は以下の通りである。

### 国史大系
- 1. 日本書紀 NDLJP:991091
- 2. 続日本紀 NDLJP:991092
- 3. 日本後紀 続日本後紀 日本文徳天皇実録 NDLJP:991093
- 4. 日本三代実録 NDLJP:991094
- 5. 日本紀略 NDLJP:991095
- 6. 日本逸史 扶桑略記 NDLJP:991096
- 7. 古事記 先代旧事本紀 神道五部書 釈日本紀 NDLJP:991097
- 8. 本朝世紀 NDLJP:991098
- 9. 公卿補任 前編 NDLJP:991099
- 10. 公卿補任 中編 NDLJP:991100
- 11. 公卿補任 後編 NDLJP:991101
- 12. 令義解 類聚三代格 類聚符宣抄 続左丞抄 NDLJP:991102
- 13. 延暦交替式 貞観交替式 延喜交替式 延喜式 NDLJP:991103
- 14. 百錬抄 愚管抄 元亨釈書 NDLJP:991104
- 15. 古事談 古今著聞集 十訓抄 栄華物語 NDLJP:991105
- 16. 今昔物語集 NDLJP:991106
- 17. 宇治拾遺物語 水鏡 大鏡 今鏡 増鏡 NDLJP:991107

### 続国史大系
- 1. 続史愚抄 巻1-28 NDLJP:991108
- 2. 続史愚抄 巻29-54 NDLJP:991109
- 3. 続史愚抄 巻55-81 NDLJP:991110
- 4. 吾妻鏡 巻1-26 NDLJP:991111
- 5. 吾妻鏡 巻27-52 ※ 附録（宗尊親王鎌倉御下向記・建長四年政所始次第・関東開闢皇代并年代記・武家年代記） NDLJP:991112
- 6. 後鑑 巻1-102 NDLJP:991113
- 7. 後鑑 巻103-219 NDLJP:991114
- 8. 後鑑 巻220-367 NDLJP:991115
- 9. 徳川実紀 NDLJP:991116
- 10. 徳川実紀 NDLJP:991117
- 11. 徳川実紀 NDLJP:991118
- 12. 徳川実紀 NDLJP:991119
- 13. 徳川実紀 NDLJP:991120
- 14. 徳川実紀 NDLJP:991121
- 15. 徳川実紀 NDLJP:991122

## 第2次：国史大系六国史・国史大系類聚国史
黒板勝美が既刊の国史大系の六国史を再校訂し、新たに『類聚国史』を加え、『国史大系六国史』4冊、『国史大系類聚国史』1冊の計5冊が、大正2年（1913年）から大正5年（1916年）にかけて経済雑誌社から刊行された。
編目は以下の通り。
- 1. 日本書紀 NDLJP:950693
- 2. 続日本紀 NDLJP:950689 NDLJP:950694
- 3. 日本後紀・続日本後紀・日本文徳天皇実録 NDLJP:950690 NDLJP:950695
- 4. 日本三代実録 NDLJP:950691
- 5. 類聚国史 NDLJP:950692

## 第3次：新訂増補国史大系
昭和4年（1929年）から昭和39年（1964年）にかけ、吉川弘文館で全66冊を刊行。
黒板勝美が編集し、丸山二郎らが校訂した。中途の昭和11年（1936年）に、黒板が病に倒れ、丸山二郎・黒板昌夫（勝美の娘婿）・坂本太郎が「大系編修会」を発足、刊行継続にあたった。完結した昭和39年に、大系編纂事業の代表者である丸山二郎に朝日文化賞が贈られた。
昭和後期から平成にかけ、新訂増補・普及版は度々刊行された。平成10年（1998年）と平成14年（2002年）に、全巻・一斉復刊。平成19年（2007年）8月に、全巻オンデマンド（OD）版を刊行。
校訂担当者は長年、公ではなかったが『国史大系書目解題』下巻（吉川弘文館、平成13年〈2001年〉）発行し、初めて公表された。
編目は以下の通り（括弧は校訂担当者）。
- 1. 日本書紀（上・下、丸山二郎・土井弘・井上薫）
- 2. 続日本紀（坂本太郎）
- 3. 日本後紀・続日本後紀・日本文徳天皇実録（同上）
- 4. 日本三代実録（同上）
- 5・6. 類聚国史（同上、ただし、編年索引は丸山二郎・山田康彦）
- 7. 古事記・先代旧事本紀・神道五部書（丸山二郎）
- 8. 日本書紀私記（坂本太郎）・釈日本紀（坂本太郎）・日本逸史（坂本太郎・黒板昌夫）
- 9. 本朝世紀（吉村茂樹・馬杉太郎）
- 10. 日本紀略（前篇）（黒板勝美・坂本太郎）
- 11. 日本紀略（後篇）・百錬抄（同上）
- 12. 扶桑略記（坂本太郎）・帝王編年記（丸山二郎・黒板昌夫）
- 13-15. 続史愚抄（丸山二郎・坂本太郎）
- 16・17. 今昔物語集（丸山二郎・山田康彦）
- 18. 宇治拾遺物語（丸山二郎・山田康彦）・古事談・十訓抄（丸山二郎・坂本太郎・山田康彦）
- 19. 古今著聞集（丸山二郎）・愚管抄（平泉澄・丸山二郎・坂本太郎・山田康彦）
- 20. 栄花物語（丸山二郎・原田文穂）
- 21. 上：水鏡（馬杉太郎・原田文穂）・大鏡（丸山二郎・馬杉太郎・原田文穂）
- 21. 下：今鏡・増鏡（原田文穂）
- 22. 律・令義解（坂本太郎・黒板昌夫）
- 23・24. 令集解（丸山二郎・坂本太郎・黒板昌夫・梅田俊一・原田文穂・彌永貞三）
- 25. 類聚三代格（坂本太郎）・弘仁格抄（丸山二郎）
- 26. 交替式（延暦交替式・貞観交替式・延喜交替式）・弘仁式（以上丸山二郎）・延喜式（坂本太郎）
- 27. 新抄格勅符抄（坂本太郎）・法曹類林（丸山二郎・黒板昌夫・瀧川政次郎）・類聚符宣抄・続左丞抄（以上、坂本太郎・黒板昌夫）・別聚符宣抄（坂本太郎）
- 28. 政事要略（丸山二郎・黒板昌夫・瀧川政次郎）
- 29. 上：朝野群載（相田二郎・吉村茂樹）
- 29. 下：本朝文粋（丸山二郎・黒板昌夫・土井弘）・本朝続文粋（土井弘）
- 30. 本朝文集（丸山二郎・坂本太郎・土井弘）
- 31. 日本高僧伝要文抄（坂本太郎）・元亨釈書（丸山二郎）
- 32・33. 吾妻鏡（丸山二郎・相田二郎・平泉澄）
- 34-37. 後鑑（豊田武・平泉澄・原田亨一・豊田武）
- 38-47. 徳川実紀（井野辺茂雄・丸山二郎・黒板昌夫・馬杉太郎）
- 48-52. 続徳川実紀（同上）
- 53-57. 公卿補任（黒板昌夫・馬杉太郎）
- 58-60. 尊卑分脈（皆川完一・笹山晴生・山本信吉・飯田瑞穂・三木太郎・福原一男・大橋京子）。60のみ上・下で全4巻
- 別巻1. 公卿補任索引（馬杉太郎）
- 別巻2. 尊卑分脈索引（皆川完一・渡辺直彦・山本信吉・飯田瑞穂・早川庄八・大橋京子）